# Liste des distinctions de The Artist
Le film français The Artist réalisé par Michel Hazanavicius, produit par Thomas Langmann, avec Jean Dujardin dans le rôle principal, sorti en 2011, a obtenu un total de 162 récompenses pour 204 nominations (ces derniers étant les plus récompensés et pré-sélectionnés[pas clair]).

## Récompenses internationales

### Carrière française et européenne
Au Festival de Cannes 2011, The Artist vaut donc le prix d'interprétation masculine à Jean Dujardin. De fin 2011 à début 2012, parallèlement à son exceptionnelle carrière américaine, le film gagne également, parmi ces 80 récompenses internationales, sept BAFTAs au Royaume-Uni dont celui du meilleur film, du meilleur réalisateur (Michel Hazanavicius) et du meilleur acteur (Jean Dujardin), un Goya (prix Goya du meilleur film européen) en Espagne et six Césars dont ceux du meilleur film, du meilleur réalisateur et de la meilleure actrice (Bérénice Bejo) en France.

### Carrière américaine
Principalement, le film a été récompensé par cinq Oscars en 2012 : meilleur réalisateur, meilleur film, meilleur acteur, meilleure musique et meilleurs costumes.

## Liste des récompenses et présélections
| Organisme                                                   | Année | Récompense                                        | Catégorie                                                        | Présélectionné(es) | État                                              | Références |
| ----------------------------------------------------------- | ----- | ------------------------------------------------- | ---------------------------------------------------------------- | --- | ------------------------------------------------- | ---------- |
| Festival de Cannes                                          | 2011  | Sélection officielle                              |                                                                  | | Sélectionné                                       | [ 2 ]      |
| Festival de Cannes                                          | 2011  | Prix d'interprétation masculine                   |                                                                  | Jean Dujardin | Récompensé                                        | [ 3 ]      |
| Festival de Cannes                                          | 2011  | Palme dog                                         |                                                                  | Uggie | Récompensé                                        |            |
| Hollywood Film Festival                                     | 2011  | Hollywood Film Festival Award                     | Meilleur espoir Spotlight Award                                  | Jean Dujardin | Récompensé                                        | [ 4 ]      |
| Hollywood Film Festival                                     | 2011  | Hollywood Film Festival Award                     | Meilleur espoir Spotlight Award                                  | Bérénice Bejo | Récompensée                                       |            |
| Festival international du film des Hamptons                 | 2011  | Prix du public                                    | Meilleur film narratif                                           | Michel Hazanavicius | Récompensé                                        | [ 5 ]      |
| New York Film Critics Circle                                | 2011  | New York Film Critics Circle Award                | Prix du meilleur film                                            | Thomas Langmann | Récompensé                                        | [ 6 ]      |
| New York Film Critics Circle                                | 2011  | New York Film Critics Circle Award                | Prix du meilleur réalisateur                                     | Michel Hazanavicius | Récompensé                                        | [ 6 ]      |
| New York Film Critics Circle                                | 2011  | New York Film Critics Circle Award                | Prix du meilleur acteur                                          | Jean Dujardin | 3e place                                          | [ 6 ]      |
| Académie européenne du cinéma                               | 2011  | Prix du cinéma européen                           | Meilleur film européen de l'année                                | Thomas Langmann | Nommé                                             |            |
| Académie européenne du cinéma                               | 2011  | Prix du cinéma européen                           | Compositeur européen de l'année                                  | Ludovic Bource | Récompensé                                        | [ 7 ]      |
| Académie européenne du cinéma                               | 2011  | Prix du cinéma européen                           | Directeur de la photographie européen de l'année                 | Guillaume Schiffman | Nommé                                             |            |
| Académie européenne du cinéma                               | 2011  | Prix du cinéma européen                           | Acteur européen de l'année                                       | Jean Dujardin | Nommé                                             |            |
| Washington D.C. Area Film Critics Association               | 2011  | Washington DC Area Film Critics Association Award | Meilleur film                                                    | Thomas Langmann | Récompensé                                        |            |
| Washington D.C. Area Film Critics Association               | 2011  | Washington DC Area Film Critics Association Award | Meilleure partition                                              | Ludovic Bource | Récompensé                                        |            |
| Washington D.C. Area Film Critics Association               | 2011  | Washington DC Area Film Critics Association Award | Meilleur acteur                                                  | Jean Dujardin | Nommé                                             |            |
| Washington D.C. Area Film Critics Association               | 2011  | Washington DC Area Film Critics Association Award | Meilleure direction artistique                                   | Gregory S. Hooper et Laurence Bennett                                                                                           | Nommés                                            |            |
| Washington D.C. Area Film Critics Association               | 2011  | Washington DC Area Film Critics Association Award | Meilleure photographie                                           | Guillaume Schiffman | Nommé                                             |            |
| Washington D.C. Area Film Critics Association               | 2011  | Washington DC Area Film Critics Association Award | Meilleur réalisateur                                             | Michel Hazanavicius | Nommé                                             |            |
| Washington D.C. Area Film Critics Association               | 2011  | Washington DC Area Film Critics Association Award | Meilleur scénario original                                       | Michel Hazanavicius | Nommé                                             |            |
| Washington D.C. Area Film Critics Association               | 2011  | Washington DC Area Film Critics Association Award | Meilleure actrice dans un second rôle                            | Bérénice Bejo | Nommée                                            |            |
| Las Vegas Film Critics Society                              | 2011  | Las Vegas Film Critics Society Award              | Meilleur film                                                    | Thomas Langmann | Récompensé                                        |            |
| Las Vegas Film Critics Society                              | 2011  | Las Vegas Film Critics Society Award              | Meilleur acteur                                                  | Jean Dujardin | Récompensé                                        |            |
| Las Vegas Film Critics Society                              | 2011  | Las Vegas Film Critics Society Award              | Meilleure partition                                              | Ludovic Bource | Récompensé                                        |            |
| Las Vegas Film Critics Society                              | 2011  | Las Vegas Film Critics Society Award              | Meilleurs costumes                                               | Mark Bridges | Récompensé                                        |            |
| Las Vegas Film Critics Society                              | 2011  | Las Vegas Film Critics Society Award              | Meilleure direction artistique                                   | Gregory S. Hooper | Récompensé                                        |            |
| Houston Film Critics Society                                | 2011  | Houston Film Critics Society Award                | Meilleure partition                                              | Ludovic Bource | Récompensé                                        | [ 8 ]      |
| Houston Film Critics Society                                | 2011  | Houston Film Critics Society Award                | Meilleur film                                                    | Thomas Langmann | Nommé                                             | [ 8 ]      |
| Houston Film Critics Society                                | 2011  | Houston Film Critics Society Award                | Meilleur réalisateur                                             | Michel Hazanavicius | Nommé                                             | [ 8 ]      |
| Houston Film Critics Society                                | 2011  | Houston Film Critics Society Award                | Meilleur acteur                                                  | Jean Dujardin | Nommé                                             | [ 8 ]      |
| Houston Film Critics Society                                | 2011  | Houston Film Critics Society Award                | Meilleur scénario                                                | Michel Hazanavicius | Nommé                                             | [ 8 ]      |
| Houston Film Critics Society                                | 2011  | Houston Film Critics Society Award                | Meilleure photographie                                           | Guillaume Schiffman | Nommé                                             | [ 8 ]      |
| Houston Film Critics Society                                | 2011  | Houston Film Critics Society Award                | Meilleur film étranger                                           | Thomas Langmann | Nommé                                             | [ 8 ]      |
| Boston Society of Film Critics                              | 2011  | Boston Society of Film Critics Award              | Meilleur film                                                    | Thomas Langmann | Récompensé                                        | [ 9 ]      |
| Boston Society of Film Critics                              | 2011  | Boston Society of Film Critics Award              | Meilleure utilisation de la musique dans un film                 | Ludovic Bource | Récompensé ex-æquo avec Cliff Martinez pour Drive | [ 9 ]      |
| Boston Society of Film Critics                              | 2011  | Boston Society of Film Critics Award              | Meilleur réalisateur                                             | Michel Hazanavicius | Nommé                                             | [ 9 ]      |
| Detroit Film Critics Society                                | 2011  | Detroit Film Critics Society Award                | Meilleur film                                                    | Thomas Langmann | Récompensé                                        | [ 10 ]     |
| Detroit Film Critics Society                                | 2011  | Detroit Film Critics Society Award                | Meilleur réalisateur                                             | Michel Hazanavicius | Récompensé                                        | [ 10 ]     |
| Detroit Film Critics Society                                | 2011  | Detroit Film Critics Society Award                | Meilleur acteur                                                  | Jean Dujardin | Nommé                                             | [ 10 ]     |
| Detroit Film Critics Society                                | 2011  | Detroit Film Critics Society Award                | Meilleure actrice dans un second rôle                            | Bérénice Bejo | Nommée                                            | [ 10 ]     |
| Detroit Film Critics Society                                | 2011  | Detroit Film Critics Society Award                | Meilleur scénario                                                | Michel Hazanavicius | Nommé                                             | [ 10 ]     |
| London Film Critics Circle                                  | 2011  | London Film Critics Circle Awards                 | Réalisateur de l'année                                           | Michel Hazanavicius | Récompensé                                        |            |
| London Film Critics Circle                                  | 2011  | London Film Critics Circle Awards                 | Scénario de l'année                                              | Michel Hazanavicius | Nommé                                             |            |
| London Film Critics Circle                                  | 2011  | London Film Critics Circle Awards                 | Acteur de l'année                                                | Jean Dujardin | Récompensé                                        |            |
| Florida Film Critics Circle                                 | 2011  | Florida Film Critics Circle Award                 | Meilleur scénario original                                       | Michel Hazanavicius | Récompensé                                        | [ 11 ]     |
| Phoenix Film Critics Society                                | 2011  | Phoenix Film Critics Society Award                | Phoenix Film Critics Society Award du meilleur film              | Thomas Langmann | Récompensé                                        |            |
| Phoenix Film Critics Society                                | 2011  | Phoenix Film Critics Society Award                | Meilleur réalisateur                                             | Michel Hazanavicius | Récompensé                                        |            |
| Phoenix Film Critics Society                                | 2011  | Phoenix Film Critics Society Award                | Meilleur acteur                                                  | Jean Dujardin | Récompensé                                        |            |
| Phoenix Film Critics Society                                | 2011  | Phoenix Film Critics Society Award                | Meilleure actrice dans un second rôle                            | Bérénice Bejo | Récompensée                                       |            |
| Phoenix Film Critics Society                                | 2011  | Phoenix Film Critics Society Award                | Meilleur scénario original                                       | Michel Hazanavicius | Récompensé                                        |            |
| Phoenix Film Critics Society                                | 2011  | Phoenix Film Critics Society Award                | Meilleure image                                                  | Jean Dujardin | Récompensé                                        |            |
| Phoenix Film Critics Society                                | 2011  | Phoenix Film Critics Society Award                | Meilleurs costumes                                               | Mark Bridges | Récompensé                                        |            |
| Phoenix Film Critics Society                                | 2011  | Phoenix Film Critics Society Award                | Meilleure musique                                                | Ludovic Bource | Récompensé                                        |            |
| Phoenix Film Critics Society                                | 2011  | Phoenix Film Critics Society Award                | Révélation « derrière la caméra » Breakthrough Behind The Camera | Michel Hazanavicius | Récompensé                                        |            |
| Phoenix Film Critics Society                                | 2011  | Phoenix Film Critics Society Award                | Meilleure direction artistique                                   | Laurence Bennett et Robert Gould                                                                                                | Nommés                                            |            |
| Phoenix Film Critics Society                                | 2011  | Phoenix Film Critics Society Award                | Meilleure photographie                                           | Guillaume Schiffman | Nommé                                             |            |
| Académie Lumières                                           | 2012  | Prix Lumières                                     | Prix Lumières du meilleur film                                   | | Récompensé                                        |            |
| Académie Lumières                                           | 2012  | Prix Lumières                                     | Prix Lumières de la meilleure actrice                            | Bérénice Bejo | Récompensée                                       |            |
| Directors Guild of America                                  | 2012  | Directors Guild of America Award                  | Meilleure réalisation de long-métrage cinématographique          | Michel Hazanavicius | Récompensé                                        |            |
| Producers Guild of America                                  | 2012  | Prix Darryl F. Zanuck                             | Meilleur producteur de long-métrage cinématographique            | Thomas Langmann | Récompensé                                        |            |
| Screen Actors Guild                                         | 2012  | Screen Actors Guild Award                         | Meilleur acteur dans un premier rôle                             | Jean Dujardin | Récompensé                                        |            |
| Australian Film Institute                                   | 2012  | Australian Film Institute Award                   | Meilleur film                                                    | Thomas Langmann | Récompensé                                        | [ 12 ]     |
| Australian Film Institute                                   | 2012  | Australian Film Institute Award                   | Meilleur réalisateur                                             | Michel Hazanavicius | Récompensé                                        | [ 12 ]     |
| Australian Film Institute                                   | 2012  | Australian Film Institute Award                   | Meilleur acteur                                                  | Jean Dujardin | Récompensé                                        | [ 12 ]     |
| Australian Film Institute                                   | 2012  | Australian Film Institute Award                   | Meilleur scénario                                                | Michel Hazanavicius | Nommé                                             |            |
| Hollywood Foreign Press Association                         | 2012  | Golden Globes                                     | Meilleur film musical ou comédie                                 | Thomas Langmann | Récompensé                                        |            |
| Hollywood Foreign Press Association                         | 2012  | Golden Globes                                     | Meilleur acteur dans un film musical ou comédie                  | Jean Dujardin | Récompensé                                        |            |
| Hollywood Foreign Press Association                         | 2012  | Golden Globes                                     | Meilleure musique de film                                        | Ludovic Bource | Récompensé                                        |            |
| Hollywood Foreign Press Association                         | 2012  | Golden Globes                                     | Meilleure actrice dans un second rôle                            | Bérénice Bejo | Nommée                                            |            |
| Hollywood Foreign Press Association                         | 2012  | Golden Globes                                     | Meilleur réalisateur                                             | Michel Hazanavicius | Nommé                                             |            |
| Hollywood Foreign Press Association                         | 2012  | Golden Globes                                     | Meilleur scénario                                                | Michel Hazanavicius | Nommé                                             |            |
| Alliance of Women Film Journalists                          | 2012  | Alliance of Women Film Journalists Awards         | Meilleur film                                                    | Thomas Langmann | Récompensé                                        |            |
| Alliance of Women Film Journalists                          | 2012  | Alliance of Women Film Journalists Awards         | Meilleur film                                                    | Michel Hazanavicius | Récompensé                                        |            |
| Alliance of Women Film Journalists                          | 2012  | Alliance of Women Film Journalists Awards         | Meilleur acteur                                                  | Jean Dujardin | Nommé                                             |            |
| Alliance of Women Film Journalists                          | 2012  | Alliance of Women Film Journalists Awards         | Meilleure actrice                                                | Bérénice Bejo | Nommée                                            |            |
| Alliance of Women Film Journalists                          | 2012  | Alliance of Women Film Journalists Awards         | Meilleur scénario original                                       | Michel Hazanavicius | Nommé                                             |            |
| Alliance of Women Film Journalists                          | 2012  | Alliance of Women Film Journalists Awards         | Meilleure photographie                                           | Guillaume Schiffman | Nommé                                             |            |
| Alliance of Women Film Journalists                          | 2012  | Alliance of Women Film Journalists Awards         | Meilleur montage                                                 | Michel Hazanavicius et Anne-Sophie Bion                                                                                         | Nommés                                            |            |
| Alliance of Women Film Journalists                          | 2012  | Alliance of Women Film Journalists Awards         | Meilleure musique                                                | Ludovic Bource | Nommé                                             |            |
| Alliance of Women Film Journalists                          | 2012  | Alliance of Women Film Journalists Awards         | Meilleur moment inoubliable                                      | Le bruit du verre qui se pose sur la table                                                                                      | Récompensé                                        |            |
| British Film Academy                                        | 2012  | BAFTA Award                                       | Meilleur film                                                    | Thomas Langmann | Récompensé                                        |            |
| British Film Academy                                        | 2012  | BAFTA Award                                       | Meilleur réalisateur                                             | Michel Hazanavicius | Récompensé                                        |            |
| British Film Academy                                        | 2012  | BAFTA Award                                       | Meilleur scénario original                                       | Michel Hazanavicius | Récompensé                                        |            |
| British Film Academy                                        | 2012  | BAFTA Award                                       | Meilleur acteur dans un premier rôle                             | Jean Dujardin | Récompensé                                        |            |
| British Film Academy                                        | 2012  | BAFTA Award                                       | Meilleure bande originale                                        | Ludovic Bource | Récompensé                                        |            |
| British Film Academy                                        | 2012  | BAFTA Award                                       | Meilleure photographie                                           | Guillaume Schiffman | Récompensé                                        |            |
| British Film Academy                                        | 2012  | BAFTA Award                                       | Meilleurs costumes                                               | Mark Bridges | Récompensé                                        |            |
| British Film Academy                                        | 2012  | BAFTA Award                                       | Meilleure actrice dans un premier rôle                           | Bérénice Bejo | Nommée                                            |            |
| British Film Academy                                        | 2012  | BAFTA Award                                       | Meilleure direction artistique                                   | Laurence Bennett et Robert Gould                                                                                                | Nommés                                            |            |
| British Film Academy                                        | 2012  | BAFTA Award                                       | Meilleurs costumes                                               | Mark Bridges | Nommé                                             |            |
| British Film Academy                                        | 2012  | BAFTA Award                                       | Meilleur montage                                                 | Michel Hazanavicius et Anne-Sophie Bion                                                                                         | Nommés                                            |            |
| British Film Academy                                        | 2012  | BAFTA Award                                       | Meilleur son                                                     | Gérard Lamps, Michael Krikorian et Nadine Muse                                                                                  | Nommés                                            |            |
| Broadcast Film Critics Association                          | 2012  | Critics Choice Award                              | Meilleur film                                                    | Thomas Langmann | Récompensé                                        |            |
| Broadcast Film Critics Association                          | 2012  | Critics Choice Award                              | Meilleurs costumes                                               | Mark Bridges | Récompensé                                        |            |
| Broadcast Film Critics Association                          | 2012  | Critics Choice Award                              | Meilleur réalisateur                                             | Michel Hazanavicius | Récompensé                                        |            |
| Broadcast Film Critics Association                          | 2012  | Critics Choice Award                              | Meilleure musique de film                                        | Ludovic Bource | Récompensé                                        |            |
| Broadcast Film Critics Association                          | 2012  | Critics Choice Award                              | Meilleure distribution                                           | Jean Dujardin, Malcolm McDowell, Bitsie Tulloch, John Goodman, Bérénice Bejo, Missi Pyle, James Cromwell et Penelope Ann Miller | Nommés                                            |            |
| Broadcast Film Critics Association                          | 2012  | Critics Choice Award                              | Meilleur acteur                                                  | Jean Dujardin | Nommé                                             |            |
| Broadcast Film Critics Association                          | 2012  | Critics Choice Award                              | Meilleure direction artistique                                   | Gregory S. Hooper et Laurence Bennett                                                                                           | Nommés                                            |            |
| Broadcast Film Critics Association                          | 2012  | Critics Choice Award                              | Meilleure photographie                                           | Guillaume Schiffman | Nommé                                             |            |
| Broadcast Film Critics Association                          | 2012  | Critics Choice Award                              | Meilleur montage                                                 | Michel Hazanavicius et Anne-Sophie Bion                                                                                         | Nommés                                            |            |
| Broadcast Film Critics Association                          | 2012  | Critics Choice Award                              | Meilleur scénario original                                       | Michel Hazanavicius | Nommé                                             |            |
| Broadcast Film Critics Association                          | 2012  | Critics Choice Award                              | Meilleure actrice dans un second rôle                            | Bérénice Bejo | Nommée                                            |            |
| Union de la critique de cinéma                              | 2012  | Grand Prix                                        |                                                                  | | Récompensé                                        | [ 13 ]     |
| Le Film français                                            | 2012  | Trophées du film français                         | Trophée du duo Cinéma                                            | Michel Hazanavicius et Thomas Langmann                                                                                          | Récompensés                                       | [ 14 ]     |
| American Film Institute                                     | 2012  | American Film Institute Award                     | Prix spécial                                                     | | Récompensé                                        |            |
| Academica de las Arts y las Ciencias Cinematografica Espana | 2012  | Prix Goya                                         | Meilleur film européen                                           | Thomas Langmann | Récompensé                                        |            |
| Académie de la presse du cinéma français                    | 2012  | Étoile d'or du cinéma français                    | Film français                                                    | Thomas Langmann | Récompensé                                        | [ 15 ]     |
| Académie de la presse du cinéma français                    | 2012  | Étoile d'or du cinéma français                    | Réalisateur français                                             | Michel Hazanavicius | Récompensé                                        | [ 15 ]     |
| Académie de la presse du cinéma français                    | 2012  | Étoile d'or du cinéma français                    | Premier rôle masculin français                                   | Jean Dujardin | Récompensé                                        | [ 15 ]     |
| Académie de la presse du cinéma français                    | 2012  | Étoile d'or du cinéma français                    | Premier rôle féminin français                                    | Bérénice Bejo | Récompensée                                       | [ 15 ]     |
| Académie de la presse du cinéma français                    | 2012  | Étoile d'or du cinéma français                    | Compositeur de musique originale de films français               | Ludovic Bource | Récompensé                                        | [ 15 ]     |
| Académie de la presse du cinéma français                    | 2012  | Étoile d'or du cinéma français                    | Producteur de Film français                                      | Thomas Langmann | Récompensé                                        | [ 15 ]     |
| Académie des arts et techniques du cinéma                   | 2012  | César du cinéma                                   | Meilleur film                                                    | Thomas Langmann | Récompensé                                        | [ 16 ]     |
| Académie des arts et techniques du cinéma                   | 2012  | César du cinéma                                   | Meilleure musique                                                | Ludovic Bource | Récompensé                                        | [ 16 ]     |
| Académie des arts et techniques du cinéma                   | 2012  | César du cinéma                                   | Meilleurs décors                                                 | Laurence Bennett | Récompensé                                        | [ 16 ]     |
| Académie des arts et techniques du cinéma                   | 2012  | César du cinéma                                   | Meilleur réalisateur                                             | Michel Hazanavicius | Récompensé                                        | [ 16 ]     |
| Académie des arts et techniques du cinéma                   | 2012  | César du cinéma                                   | Meilleure photographie                                           | Guillaume Schiffman | Récompensé                                        | [ 16 ]     |
| Académie des arts et techniques du cinéma                   | 2012  | César du cinéma                                   | Meilleure actrice                                                | Bérénice Bejo | Récompensée                                       | [ 16 ]     |
| Académie des arts et techniques du cinéma                   | 2012  | César du cinéma                                   | Meilleur acteur                                                  | Jean Dujardin | Nommé                                             | [ 16 ]     |
| Académie des arts et techniques du cinéma                   | 2012  | César du cinéma                                   | Meilleur scénario original                                       | Michel Hazanavicius | Nommé                                             | [ 16 ]     |
| Académie des arts et techniques du cinéma                   | 2012  | César du cinéma                                   | Meilleur montage                                                 | Anne-Sophie Bion et Michel Hazanavicius                                                                                         | Nommés                                            | [ 16 ]     |
| Académie des arts et techniques du cinéma                   | 2012  | César du cinéma                                   | Meilleurs costumes                                               | Mark Bridges | Nommé                                             | [ 16 ]     |
| Independent Spirit                                          | 2012  | Independent Spirit Awards                         | Meilleur film                                                    | Thomas Langmann | Récompensé                                        |            |
| Independent Spirit                                          | 2012  | Independent Spirit Awards                         | Meilleur acteur                                                  | Jean Dujardin | Récompensé                                        |            |
| Independent Spirit                                          | 2012  | Independent Spirit Awards                         | Meilleur réalisateur                                             | Michel Hazanavicius | Récompensé                                        |            |
| Independent Spirit                                          | 2012  | Independent Spirit Awards                         | Meilleure photographie                                           | Guillaume Schiffman | Récompensé                                        |            |
| Independent Spirit                                          | 2012  | Independent Spirit Awards                         | Meilleur scénario                                                | Michel Hazanavicius | Nommé                                             |            |
| Academy of Motion Picture Arts and Sciences                 | 2012  | Oscars                                            |                                                                  | |                                                   |            |
| Academy of Motion Picture Arts and Sciences                 | 2012  | Oscars                                            | Meilleur réalisateur                                             | Michel Hazanavicius | Récompensé                                        | [ 17 ]     |
| Academy of Motion Picture Arts and Sciences                 | 2012  | Oscars                                            | Meilleur film                                                    | Thomas Langmann | Récompensé                                        | [ 17 ]     |
| Academy of Motion Picture Arts and Sciences                 | 2012  | Oscars                                            | Meilleur acteur                                                  | Jean Dujardin | Récompensé                                        | [ 17 ]     |
| Academy of Motion Picture Arts and Sciences                 | 2012  | Oscars                                            | Meilleure musique de film                                        | Ludovic Bource | Récompensé                                        | [ 17 ]     |
| Academy of Motion Picture Arts and Sciences                 | 2012  | Oscars                                            | Meilleurs costumes                                               | Mark Bridges | Récompensé                                        | [ 17 ]     |
| Academy of Motion Picture Arts and Sciences                 | 2012  | Oscars                                            | Meilleure actrice dans un second rôle                            | Bérénice Bejo | Nommée                                            | [ 17 ]     |
| Academy of Motion Picture Arts and Sciences                 | 2012  | Oscars                                            | Meilleur scénario original                                       | Michel Hazanavicius | Nommé                                             | [ 17 ]     |
| Academy of Motion Picture Arts and Sciences                 | 2012  | Oscars                                            | Meilleure direction artistique                                   | Laurence Bennett et Robert Gould                                                                                                | Nommé                                             | [ 17 ]     |
| Academy of Motion Picture Arts and Sciences                 | 2012  | Oscars                                            | Meilleure photographie                                           | Guillaume Schiffman | Nommé                                             | [ 17 ]     |
| Academy of Motion Picture Arts and Sciences                 | 2012  | Oscars                                            | Meilleur montage                                                 | Anne-Sophie Bion et Michel Hazanavicius                                                                                         | Nommés                                            | [ 17 ]     |
| National Council of La Raza                                 | 2012  | American Latino Media Arts Award                  | Meilleure actrice - Comédie-Musique                              | Uggie | Nommée                                            |            |
| Casting Society of America                                  | 2012  | Casting Society of America Awards                 | Meilleur casting pour un film comique de studio ou indépendant   | | Récompensé                                        |            |
| International Online Film Critics                           | 2012  | International Online Film Critics' Poll           | Meilleure musique                                                | Ludovic Bource | Récompensé                                        |            |
| London's Favourite French Film                              | 2012  |                                                   | Best Film                                                        | | Récompensé                                        |            |

## Sources
- Cet article est partiellement ou en totalité issu de l'article intitulé « The Artist » (voir la liste des auteurs).